# Flavigny-sur-Moselle
Flavigny-sur-Moselle är en kommun i departementet Meurthe-et-Moselle i regionen Grand Est (tidigare regionen Lorraine) i nordöstra Frankrike. Kommunen ligger i kantonen Saint-Nicolas-de-Port som tillhör arrondissementet Nancy. År 2022 hade Flavigny-sur-Moselle 1 664 invånare.

## Befolkningsutveckling
Antalet invånare i kommunen Flavigny-sur-Moselle
| Referens: INSEE |